# Wielka Droga (Kaszów)
Wielka Droga – przysiółek wsi Kaszów w Polsce, położony w województwie małopolskim, w powiecie krakowskim, w gminie Liszki.
W latach 1975–1998 przysiółek administracyjnie należał do województwa krakowskiego.